# Ivars de Noguera
Ivars de Noguera (spanisch Ibars de Noguera) ist eine katalanische Gemeinde (municipio) mit 318 Einwohnern (Stand: 2024) in der Provinz Lleida im Nordosten Spaniens. Sie liegt in der Comarca Noguera. 

## Geographische Lage
Ivars de Noguera liegt etwa 24 Kilometer nördlich von Lleida in einer Höhe von ca. 315 m. Der Noguera Ribagorzana begrenzt die Gemeinde im Nord- und Südwesten mit dem Stausee Panta de Santa Ana.

## Bevölkerungsentwicklung
| Jahr      | 1970 | 1981 | 1991 | 2001 | 2011 | 2021 |
| Einwohner | 393  | 376  | 344  | 339  | 357  | 335  |

## Sehenswürdigkeiten
- Kirche der Unbefleckten Empfängnis

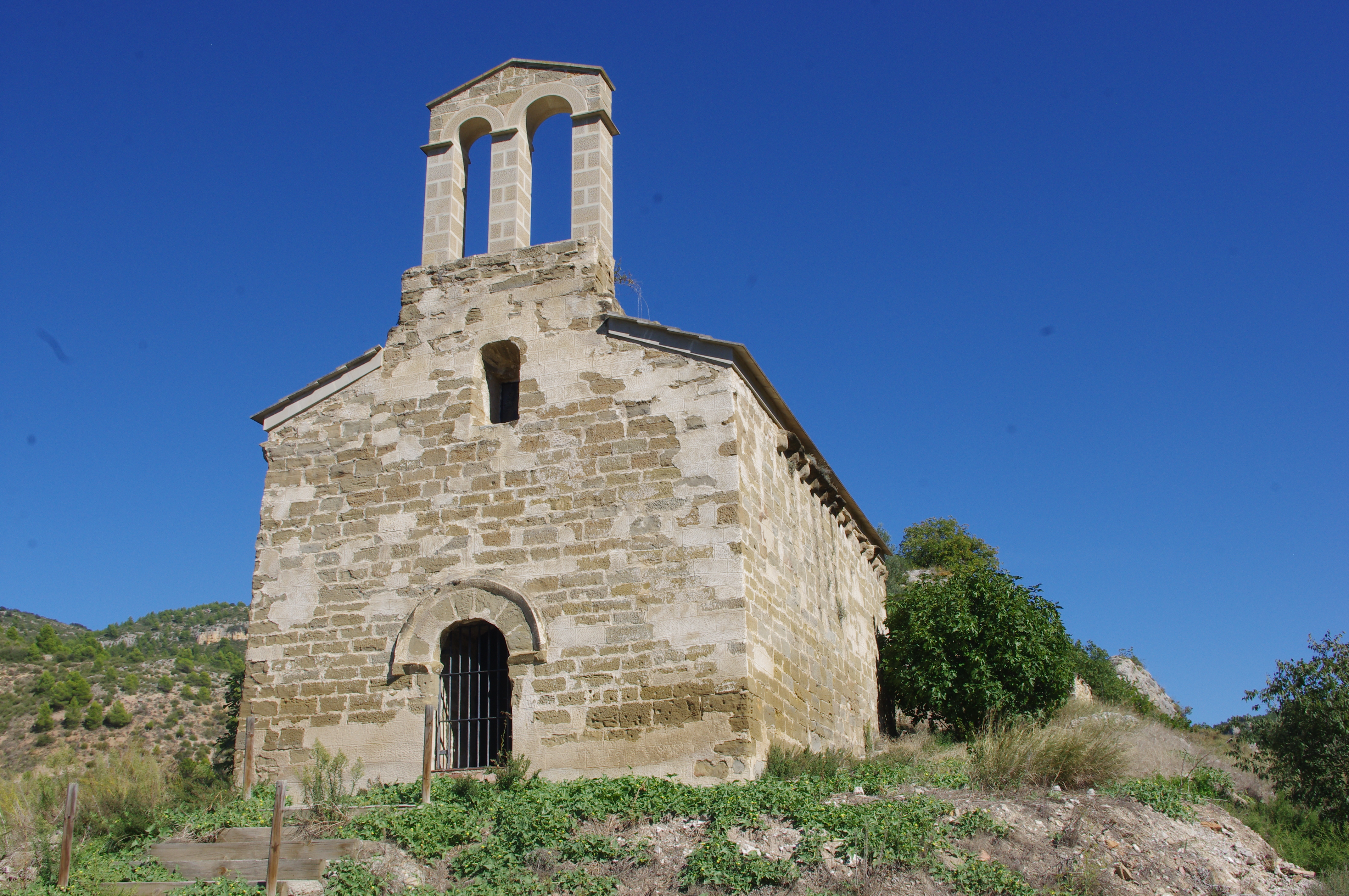
Julianuskirche

- Julianuskirche